# 沾益駅
沾益駅（せんえきえき/簡体字: 沾益站）は中華人民共和国雲南省曲靖市沾益区西平街道にある駅である。滬昆線（貴昆線）の中途駅であり、貴陽駅から472km、昆明駅から167kmの地点にある。また、盤西線の起点であり、終点の紅果駅まで94kmある。